# Bäumlersklippe

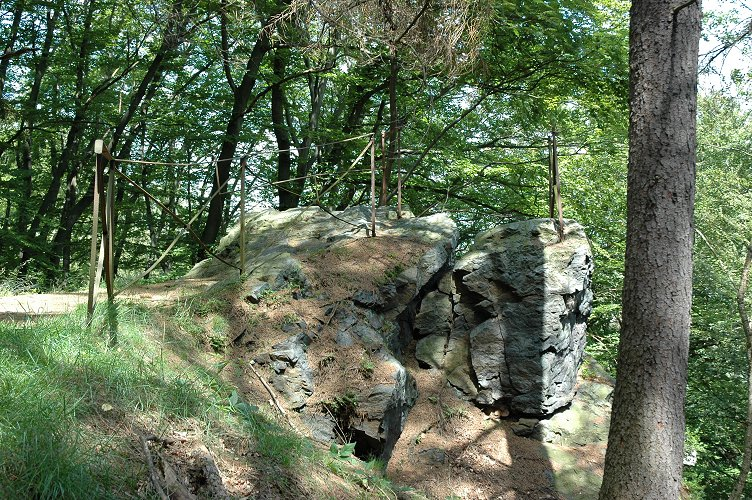
Die Bäumlersklippe im Jahr 2007

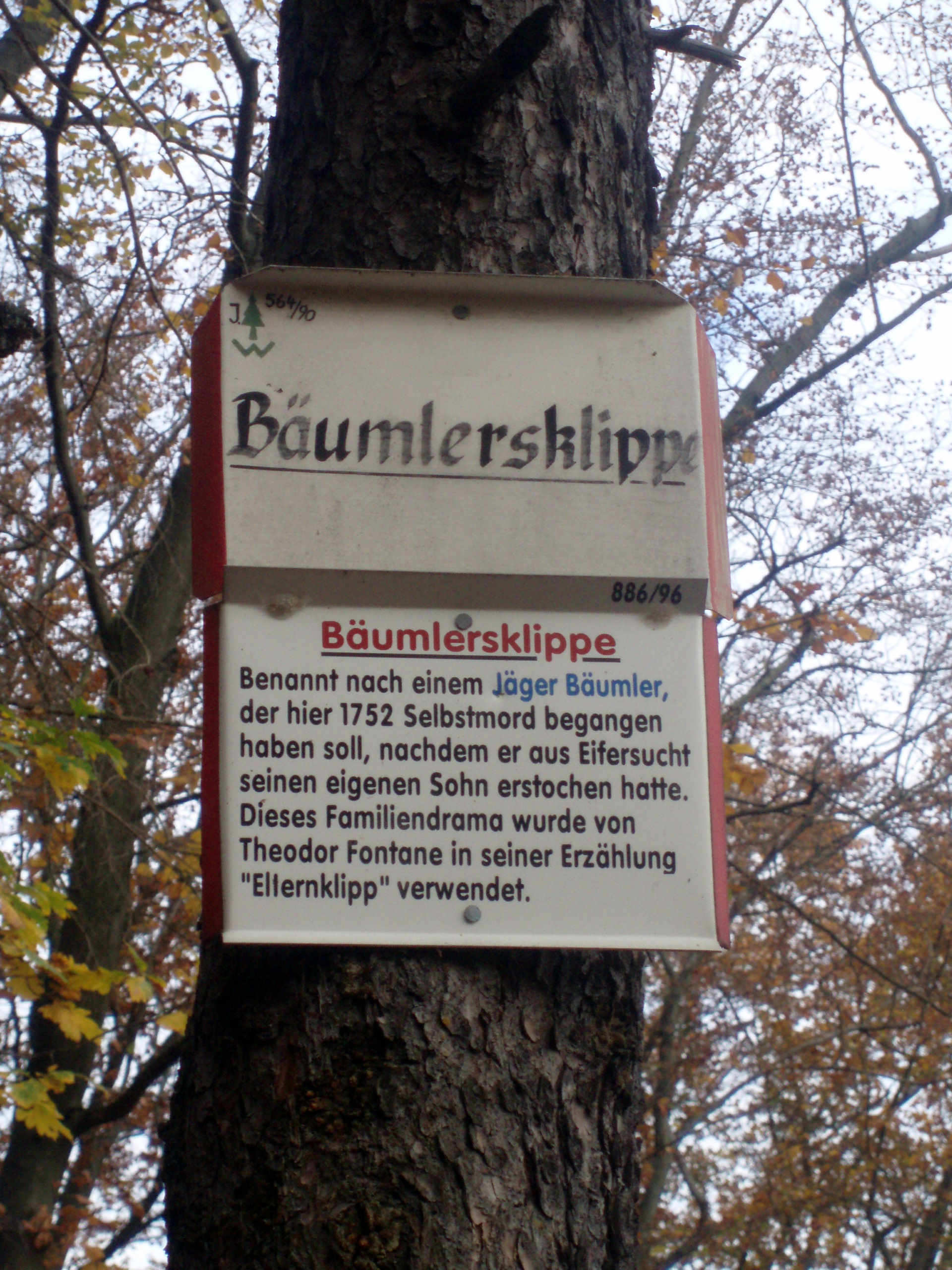
Zwei Erläuterungstafeln bei der Klippe

Die Bäumlersklippe ist ein Felsvorsprung im Nationalpark Harz südwestlich von Ilsenburg. Während sie in früheren Zeiten ein beliebter Aussichtspunkt war, woran noch Reste einer Umzäunung erinnern, ist ihre Umgebung heute mit Buchen und Fichten zugewachsen.
Ihren Namen erhielt die Klippe nach dem Jäger „Bäumler“. Dieser soll 1752 seinen eigenen Sohn aus Eifersucht erstochen und sich später von dieser Klippe zu Tode gestürzt haben. Dieses sagenhafte Familiendrama wurde von Theodor Fontane aufgegriffen und fand Eingang in dessen Erzählung „Ellernklipp“.
Diese Geschichte wurde in der 2013 gedrehten Folge Bäumlers Klippe der Krimiserie Heiter bis tödlich: Alles Klara wieder aufgegriffen. 
Die Ermordung eines Fontane-Experten unterhalb der Bäumlersklippe steht dabei im Mittelpunkt. Auch er wurde Opfer eines Liebesdramas.